# Ida Davidsen
Ida Davidsen (født 1. december 1937 på Frederiksberg) som datter af vinhandler Per Davidsen og hustru Hedevig er en dansk restauratør og forfatter.

## Historie
Hun gik i lære som smørrebrødsjomfru allerede som 15-årig og blev fjerde generation i huset Davidsen, som blev grundlagt i 1888. Smørrebrødsjomfruelev 1953-57, smørrebrødschef 1957-61, restauratør fra 1962. Faderen drev Restaurant Oskar Davidsen på Åboulevarden. Restaurant Ida Davidsens smørrebrødsseddel er optaget i Guinness Rekordbog som verdens længste; den rummer 178 varianter. Driften af restauranten er dog i dag overtaget af sønnen, Oscar Davidsen Siesbye, men Ida Davidsen arbejdede i foråret 2020 stadig i køkkenet. Økonomisk vanskelige tider førte til, at lejemålet i Store Kongensgade blev opsagt i marts 2021, og forretningen blev stillet i bero, til nye lokaler blev fundet; men en genåbning har aldrig fundet sted. Sønnen Oscar Davidsen har udtalt, at de var gået konkurs, hvis de ikke havde lukket ned.
Ida Davidsen har fungeret som konsulent i udlandet og har bl.a. medvirket til etableringen af en dansk restaurant i Brasilien, ligesom hun har skrevet en bog om smørrebrød.

## Udmærkelser
- Ridder af Dannebrog[2]
- AIDS-Fondets Erhvervspris 2012[2]